# 梅里克山
梅里克山（英語：Mount Merrick），是南極洲的山峰，位於科茨地，處於漢布勒山以西6公里，屬於拉加特山脈的一部分，海拔高度1,120米，現時由南極條約體系管理。